# Charles Olson
Charles Olson (27 de diciembre de 1910 - 10 de enero de 1970) es un poeta norteamericano fundamental para comprender la poesía de la segunda mitad del siglo XX. Olson estableció un puente crucial entre el modernismo representado por Ezra Pound y William Carlos Williams y lo que se ha denominado como The New American Poets, una rúbrica que incluye a la New York School, a los poetas de Black Mountain, a la generación Beat y al San Francisco Renaissance. En consecuencia,  muchos grupos poéticos postmodernos, los poetas del Language School entre ellos, incluyen a Olson como una figura fundamental y esencial de la poesía. Al otro lado del Atlántico, estas corrientes poéticas diversas han ejercido una influencia notable en un grupo importante de escritores alternativos y experimentales como Roy Fisher, Geoffrey Hill, JH Prynne and Edwin Morgan, detrás de los cuales puede distinguirse claramente el lenguaje moderno y creativo de Olson.
Olson popularizó el término postmoderno, ya acuñado por Federico de Onís, en una carta fechada en 1949 a su amigo y poeta Robert Creeley. Desde entonces el término ha sido utilizado por muchos autores pero él fue el primero en usar la palabra, fuera del ámbito literario, en un sentido literal y cronológico, queriendo significar que el propio Olson, Creeley y otros artistas de su época habían llegado después de  grandes modernistas como Ezra Pound, William Carlos Williams, D.H. Lawrence, Henry Miller, Igor Stravinsky, Georgia O'Keefe, Frida Kahlo, Kandinsky, Picasso, Marsden Hartley, D. W. Griffith, Frank Lloyd Wright, etc. 

## Biografía
Hijo de una familia humilde formada por Charles Joseph Olson, cartero de profesión, y Mary Theresa Hines, ama de casa, Olson nació en 1910 en Worcester, Massachusetts, ciudad en la que viviría durante más de 20 años. Pasó los veranos de su infancia en Gloucester, lugar que se convertiría en el centro de su escritura. Desde pequeño mostró un enorme interés por la oratoria y destacó como un estudiante brillante. Estudió literatura en la Wesleyan University y posteriormente amplió sus estudios en la Harvard University, siendo profesor ayudante en ambos centros.
En 1941 Olson se mudó a Nueva York, se casó con Constance Wilcock y se convirtió en director de comunicación del American Civil Liberties Union. Un año más tarde, él y su mujer se mudaron a  Washington D. C. donde trabajó en la División de Lenguas Extranjeras de la Office of War Information, alcanzando el puesto de subdirector del área. En 1944 fue fichado por la División de Lenguas Extranjeras del Democratic National Committee.  Participó en la campaña electoral de Franklin Delano Roosevelt. Organizó, entre otros eventos, un enorme mitin en el Madison Square Garden llamado "Everyone for Roosevelt".  Tras la muerte de Roosevelt, y molesto tanto por el protagonismo de Harry Truman como por la censura a sus comunicados de prensa, Olson dejó la política y decidió dedicarse a la enseñanza y a la escritura. En 1952 nació su hija Katherine Mary. En 1956 se divorció de su primera esposa y se casó inmediatamente con Elizabeth Kaiser, estudiante de música de Black Mountain. Kaiser estaba embarazada de su hijo Charles. Elizabeth falleció en accidente de tráfico en 1964. Olson murió de manera temprana a los 59 años de edad por un cáncer de hígado probablemente derivado de sus problemas de alcoholismo.
Como profesor, además de su experiencia como profesor ayudante en su juventud, fue rector del mítico Black Mountain College. En esta universidad de carácter vanguardista e innovador estudiaron o fueron profesores artistas como John Cage, Robert Creeley, Allen Ginsberg, Robert Duncan, Fielding Dawson, Jonathan Williams, Ed Dorn, Stan Brakhage y muchos otros miembros del avant garde americano de los años 50. También ejerció de profesor en State University of New York, Buffalo, entre 1963 y 1965, y en la Universidad de Connecticut, en 1969.

## Obra
El primer libro de Olson fue un ensayo revolucionario sobre la novela de Herman Melville Moby Dick titulado Call Me Ishmael, continuación de sus tesis de postgrado. A mediados de la década de los 40 escribió The K, su primer poema importante, todavía muy influido por Williams y Pound. Desde 1946 a 1948 realizó visitas continuas a Pound. A finales de la década Olson publicó una plaquette, Y&X, y comenzó a escribir poesía de manera cada vez más continua. En 1950 la Montevallo Review seleccionó en su número de verano el famoso poema The Kingfishers, paradigma de la poesía postmoderna. En el otoño de ese mismo año la revista Poetry New York incluye su ensayo Projective Verse. Ya al año siguiente William Carlos Williams lo cita a menudo en su libro Autobiography. Hoy está considerado por la crítica como el ensayo de poesía más importante e influyente de la segunda mitad del siglo XX. En él, Olson propone una poética basada en el sonido y en la percepción más que en la sintaxis y en la lógica. En 1953 publica su libro In Cold Hell, in Thicket, poemario que con rapidez se convierte en libro de culto. 
La reputación de Olson como poeta proviene de poemas extensos y complejos como The Kingfishers o In Cold Hell, in Thicket, y por supuesto de su poemario The Maximus Poems. The Maximus Poems, considerado por la Academia Americana de Poesía como uno de los treinta libros de poesía más importantes de la historia de Estados Unidos, es un libro épico de más trescientos poemas que explora la historia estadounidense desde una perspectiva a la vez global y local, en donde funde el pensamiento pre-socrático con la filosofía de Whitehead, Jung y otros pensadores del siglo XX.